# Carles Enseñat Reig
Carles Enseñat Reig, né le 20 février 1985, est un homme d'État andorran. Membre de Démocrates pour Andorre, il est syndic général du Conseil général depuis le 26 avril 2023.

## Biographie
Titulaire d'une licence de droit, il est diplômé d'un master à HEC Paris en 2008.
Candidat pour la liste Andorre pour le changement en 2009, il devient membre du Conseil général en 2010 avec la démission d'Òscar Encuentra. Il est réélu sur la liste de Démocrates pour Andorre en 2011, 2015, 2019 et 2023. Il est élu président du groupe Démocrates en juin 2019 pour la huitième législature. Le 26 avril 2023, il est élu syndic général du Conseil général pour la neuvième législature.
Carles Enseñat Reig est membre de la famille Reig, connue pour sa participation à la vie politique andorrane.